# Lista över fotbollsövergångar i Premier League säsongen 2021/2022
Detta är en Lista över fotbollsövergångar i Premier League säsongen 2021/2022.
Listan är korrekt per den 12 juli 2021
Fotnot: Spelare som återvänt till Premier League-klubbarna efter utlåningar är inte medräknade.

## Premier League

### Arsenal

#### Sommarövergångar 2021
| Nr | Land     | Pos | Namn                        |
| -- | -------- | --- | --------------------------- |
| -  | Portugal | F   | Nuno Tavares (från Benfica) |

| Nr | Land     | Pos | Namn                        |
| -- | -------- | --- | --------------------------- |
| -  | Portugal | F   | Nuno Tavares (från Benfica) |

| Nr | Land       | Pos | Namn                                                           |
| -- | ---------- | --- | -------------------------------------------------------------- |
| 23 | Brasilien  | F   | David Luiz (Klubb ej klar)                                     |
| -  | Grekland   | F   | Konstantinos Mavropanos (Utlånad till Stuttgart)               |
| 29 | Frankrike  | MF  | Matteo Guendouzi (Utlånad till Marseille)                      |
| 8  | Spanien    | MF  | Dani Ceballos (Återvänder efter lån till Real Madrid)          |
| 11 | Norge      | MF  | Martin Ödegaard (Återvänder efter lån till Real Madrid)        |
| 33 | Australien | MV  | Mathew Ryan (Återvänder efter lån till Brighton & Hove Albion) |

| Nr | Land       | Pos | Namn                                                           |
| -- | ---------- | --- | -------------------------------------------------------------- |
| 23 | Brasilien  | F   | David Luiz (Klubb ej klar)                                     |
| -  | Grekland   | F   | Konstantinos Mavropanos (Utlånad till Stuttgart)               |
| 29 | Frankrike  | MF  | Matteo Guendouzi (Utlånad till Marseille)                      |
| 8  | Spanien    | MF  | Dani Ceballos (Återvänder efter lån till Real Madrid)          |
| 11 | Norge      | MF  | Martin Ödegaard (Återvänder efter lån till Real Madrid)        |
| 33 | Australien | MV  | Mathew Ryan (Återvänder efter lån till Brighton & Hove Albion) |

#### Vinterövergångar 2022
| Nr | Land | Pos | Namn |
| -- | ---- | --- | ---- |

| Nr | Land | Pos | Namn |
| -- | ---- | --- | ---- |

| Nr | Land | Pos | Namn |
| -- | ---- | --- | ---- |

| Nr | Land | Pos | Namn |
| -- | ---- | --- | ---- |

### Aston Villa

#### Sommarövergångar 2021
| Nr | Land      | Pos | Namn                                 |
| -- | --------- | --- | ------------------------------------ |
| -  | Argentina | MF  | Emiliano Buendía (från Norwich City) |
| -  | England   | MF  | Ashley Young (från Inter)            |

| Nr | Land      | Pos | Namn                                 |
| -- | --------- | --- | ------------------------------------ |
| -  | Argentina | MF  | Emiliano Buendía (från Norwich City) |
| -  | England   | MF  | Ashley Young (från Inter)            |

| Nr | Land     | Pos | Namn                                             |
| -- | -------- | --- | ------------------------------------------------ |
| -  | Tanzania | A   | Mbwana Samatta (till Fenerbahce)                 |
| 27 | Egypten  | F   | Ahmed Elmohamady (Klubb ej klar)                 |
| 3  | Wales    | F   | Neil Taylor (Klubb ej klar)                      |
| 1  | England  | MV  | Tom Heaton (till Manchester United)              |
| 22 | Belgien  | F   | Björn Engels (till Royal Antwerp)                |
| 20 | England  | MF  | Ross Barkley (Återvänder efter lån till Chelsea) |

| Nr | Land     | Pos | Namn                                             |
| -- | -------- | --- | ------------------------------------------------ |
| -  | Tanzania | A   | Mbwana Samatta (till Fenerbahce)                 |
| 27 | Egypten  | F   | Ahmed Elmohamady (Klubb ej klar)                 |
| 3  | Wales    | F   | Neil Taylor (Klubb ej klar)                      |
| 1  | England  | MV  | Tom Heaton (till Manchester United)              |
| 22 | Belgien  | F   | Björn Engels (till Royal Antwerp)                |
| 20 | England  | MF  | Ross Barkley (Återvänder efter lån till Chelsea) |

#### Vinterövergångar 2022
| Nr | Land | Pos | Namn |
| -- | ---- | --- | ---- |

| Nr | Land | Pos | Namn |
| -- | ---- | --- | ---- |

| Nr | Land | Pos | Namn |
| -- | ---- | --- | ---- |

| Nr | Land | Pos | Namn |
| -- | ---- | --- | ---- |

### Brentford

#### Sommarövergångar 2021
| Nr | Land | Pos | Namn |
| -- | ---- | --- | ---- |

| Nr | Land | Pos | Namn |
| -- | ---- | --- | ---- |

| Nr | Land        | Pos | Namn                                                     |
| -- | ----------- | --- | -------------------------------------------------------- |
| 9  | Danmark     | MF  | Emiliano Marcondes (till Bournemouth)                    |
| 22 | Danmark     | F   | Henrik Dalsgaard (till Midtjylland)                      |
| 28 | England     | MV  | Luke Daniels (Klubb ej klar)                             |
| 25 | England     | MV  | Ellery Balcombe (Utlånad till Burton Albion)             |
| 23 | Nya Zeeland | F   | Winston Reid (Återvänder efter lån till West Ham United) |

| Nr | Land        | Pos | Namn                                                     |
| -- | ----------- | --- | -------------------------------------------------------- |
| 9  | Danmark     | MF  | Emiliano Marcondes (till Bournemouth)                    |
| 22 | Danmark     | F   | Henrik Dalsgaard (till Midtjylland)                      |
| 28 | England     | MV  | Luke Daniels (Klubb ej klar)                             |
| 25 | England     | MV  | Ellery Balcombe (Utlånad till Burton Albion)             |
| 23 | Nya Zeeland | F   | Winston Reid (Återvänder efter lån till West Ham United) |

#### Vinterövergångar 2022
| Nr | Land | Pos | Namn |
| -- | ---- | --- | ---- |

| Nr | Land | Pos | Namn |
| -- | ---- | --- | ---- |

| Nr | Land | Pos | Namn |
| -- | ---- | --- | ---- |

| Nr | Land | Pos | Namn |
| -- | ---- | --- | ---- |

### Brighton & Hove Albion

#### Sommarövergångar 2021
| Nr | Land   | Pos | Namn                                 |
| -- | ------ | --- | ------------------------------------ |
| -  | Zambia | MF  | Enock Mwepu (från Red Bull Salzburg) |

| Nr | Land   | Pos | Namn                                 |
| -- | ------ | --- | ------------------------------------ |
| -  | Zambia | MF  | Enock Mwepu (från Red Bull Salzburg) |

| Nr | Land          | Pos | Namn                                 |
| -- | ------------- | --- | ------------------------------------ |
| 19 | Colombia      | MF  | José Izquierdo (Klubb ej klar)       |
| 24 | Nederländerna | MF  | Davy Pröpper (till PSV)              |
| -  | Slovenien     | A   | Jan Mlakar (till Hajduk Split)       |
| -  | Brasilien     | F   | Bernardo (till Red Bull Salzburg)    |
| 12 | Sverige       | A   | Viktor Gyökeres (till Coventry City) |
| 1  | Australien    | MV  | Mathew Ryan (till Real Sociedad)     |

| Nr | Land          | Pos | Namn                                 |
| -- | ------------- | --- | ------------------------------------ |
| 19 | Colombia      | MF  | José Izquierdo (Klubb ej klar)       |
| 24 | Nederländerna | MF  | Davy Pröpper (till PSV)              |
| -  | Slovenien     | A   | Jan Mlakar (till Hajduk Split)       |
| -  | Brasilien     | F   | Bernardo (till Red Bull Salzburg)    |
| 12 | Sverige       | A   | Viktor Gyökeres (till Coventry City) |
| 1  | Australien    | MV  | Mathew Ryan (till Real Sociedad)     |

#### Vinterövergångar 2022
| Nr | Land | Pos | Namn |
| -- | ---- | --- | ---- |

| Nr | Land | Pos | Namn |
| -- | ---- | --- | ---- |

| Nr | Land | Pos | Namn |
| -- | ---- | --- | ---- |

| Nr | Land | Pos | Namn |
| -- | ---- | --- | ---- |

### Burnley

#### Sommarövergångar 2021
| Nr | Land   | Pos | Namn                             |
| -- | ------ | --- | -------------------------------- |
| -  | Irland | F   | Nathan Collins (från Stoke City) |

| Nr | Land   | Pos | Namn                             |
| -- | ------ | --- | -------------------------------- |
| -  | Irland | F   | Nathan Collins (från Stoke City) |

| Nr | Land    | Pos | Namn                                   |
| -- | ------- | --- | -------------------------------------- |
| 12 | Irland  | MF  | Robbie Brady (Klubb ej klar)           |
| 14 | England | F   | Ben Gibson (till Norwich City)         |
| 34 | Irland  | F   | Jimmy Dunne (till Queens Park Rangers) |

| Nr | Land    | Pos | Namn                                   |
| -- | ------- | --- | -------------------------------------- |
| 12 | Irland  | MF  | Robbie Brady (Klubb ej klar)           |
| 14 | England | F   | Ben Gibson (till Norwich City)         |
| 34 | Irland  | F   | Jimmy Dunne (till Queens Park Rangers) |

#### Vinterövergångar 2022
| Nr | Land | Pos | Namn |
| -- | ---- | --- | ---- |

| Nr | Land | Pos | Namn |
| -- | ---- | --- | ---- |

| Nr | Land | Pos | Namn |
| -- | ---- | --- | ---- |

| Nr | Land | Pos | Namn |
| -- | ---- | --- | ---- |

### Chelsea

#### Sommarövergångar 2021
| Nr | Land | Pos | Namn |
| -- | ---- | --- | ---- |

| Nr | Land | Pos | Namn |
| -- | ---- | --- | ---- |

| Nr | Land          | Pos | Namn                                      |
| -- | ------------- | --- | ----------------------------------------- |
| -  | Nigeria       | MF  | Victor Moses (till Spartak Moskva)        |
| -  | England       | MV  | Jamal Blackman (Klubb ej klar)            |
| 13 | Argentina     | MV  | Willy Caballero (Klubb ej klar)           |
| -  | Serbien       | MF  | Danilo Pantic (till Partizan Belgrad)     |
| -  | Nederländerna | MF  | Marco van Ginkel (till PSV)               |
| -  | England       | A   | Isaiah Brown (till Preston North End)     |
| -  | England       | F   | Fikayo Tomori (till Milan)                |
| 23 | Skottland     | MF  | Billy Gilmour (Utlånad till Norwich City) |

| Nr | Land          | Pos | Namn                                      |
| -- | ------------- | --- | ----------------------------------------- |
| -  | Nigeria       | MF  | Victor Moses (till Spartak Moskva)        |
| -  | England       | MV  | Jamal Blackman (Klubb ej klar)            |
| 13 | Argentina     | MV  | Willy Caballero (Klubb ej klar)           |
| -  | Serbien       | MF  | Danilo Pantic (till Partizan Belgrad)     |
| -  | Nederländerna | MF  | Marco van Ginkel (till PSV)               |
| -  | England       | A   | Isaiah Brown (till Preston North End)     |
| -  | England       | F   | Fikayo Tomori (till Milan)                |
| 23 | Skottland     | MF  | Billy Gilmour (Utlånad till Norwich City) |

#### Vinterövergångar 2022
| Nr | Land | Pos | Namn |
| -- | ---- | --- | ---- |

| Nr | Land | Pos | Namn |
| -- | ---- | --- | ---- |

| Nr | Land | Pos | Namn |
| -- | ---- | --- | ---- |

| Nr | Land | Pos | Namn |
| -- | ---- | --- | ---- |

### Crystal Palace

#### Sommarövergångar 2021
| Nr | Land      | Pos | Namn                                      |
| -- | --------- | --- | ----------------------------------------- |
| -  | USA       | MF  | Jacob Montes (från Georgetown University) |
| -  | Frankrike | MF  | Michael Olise (från Reading)              |
| -  | England   | MV  | Remi Matthews (från Sunderland)           |

| Nr | Land      | Pos | Namn                                      |
| -- | --------- | --- | ----------------------------------------- |
| -  | USA       | MF  | Jacob Montes (från Georgetown University) |
| -  | Frankrike | MF  | Michael Olise (från Reading)              |
| -  | England   | MV  | Remi Matthews (från Sunderland)           |

| Nr | Land    | Pos | Namn                                                |
| -- | ------- | --- | --------------------------------------------------- |
| 19 | Irland  | MV  | Stephen Henderson (Klubb ej klar)                   |
| 13 | Wales   | MV  | Wayne Hennessey (Klubb ej klar)                     |
| 23 | Belgien | A   | Michy Batshuayi (Återvänder efter lån till Chelsea) |

| Nr | Land    | Pos | Namn                                                |
| -- | ------- | --- | --------------------------------------------------- |
| 19 | Irland  | MV  | Stephen Henderson (Klubb ej klar)                   |
| 13 | Wales   | MV  | Wayne Hennessey (Klubb ej klar)                     |
| 23 | Belgien | A   | Michy Batshuayi (Återvänder efter lån till Chelsea) |

#### Vinterövergångar 2022
| Nr | Land | Pos | Namn |
| -- | ---- | --- | ---- |

| Nr | Land | Pos | Namn |
| -- | ---- | --- | ---- |

| Nr | Land | Pos | Namn |
| -- | ---- | --- | ---- |

| Nr | Land | Pos | Namn |
| -- | ---- | --- | ---- |

### Everton

#### Sommarövergångar 2021
| Nr | Land | Pos | Namn |
| -- | ---- | --- | ---- |

| Nr | Land | Pos | Namn |
| -- | ---- | --- | ---- |

| Nr | Land                    | Pos | Namn                                         |
| -- | ----------------------- | --- | -------------------------------------------- |
| -  | England                 | A   | Theo Walcott (till Southampton)              |
| -  | England                 | F   | Matthew Pennington (till Shrewsbury Town)    |
| 11 | Norge                   | A   | Joshua King (till Watford)                   |
| 30 | Bosnien och Hercegovina | MF  | Muhamed Bešić (Klubb ej klar)                |
| 29 | Kongo-Kinshasa          | A   | Yannick Bolasie (Klubb ej klar)              |
| 33 | Sverige                 | MV  | Robin Olsen (Återvänder efter lån till Roma) |

| Nr | Land                    | Pos | Namn                                         |
| -- | ----------------------- | --- | -------------------------------------------- |
| -  | England                 | A   | Theo Walcott (till Southampton)              |
| -  | England                 | F   | Matthew Pennington (till Shrewsbury Town)    |
| 11 | Norge                   | A   | Joshua King (till Watford)                   |
| 30 | Bosnien och Hercegovina | MF  | Muhamed Bešić (Klubb ej klar)                |
| 29 | Kongo-Kinshasa          | A   | Yannick Bolasie (Klubb ej klar)              |
| 33 | Sverige                 | MV  | Robin Olsen (Återvänder efter lån till Roma) |

#### Vinterövergångar 2022
| Nr | Land | Pos | Namn |
| -- | ---- | --- | ---- |

| Nr | Land | Pos | Namn |
| -- | ---- | --- | ---- |

| Nr | Land | Pos | Namn |
| -- | ---- | --- | ---- |

| Nr | Land | Pos | Namn |
| -- | ---- | --- | ---- |

### Leeds United

#### Sommarövergångar 2021
| Nr | Land    | Pos | Namn                                 |
| -- | ------- | --- | ------------------------------------ |
| -  | England | MF  | Jack Harrison (från Manchester City) |
| -  | Spanien | F   | Junior Firpo (från Barcelona)        |

| Nr | Land    | Pos | Namn                                 |
| -- | ------- | --- | ------------------------------------ |
| -  | England | MF  | Jack Harrison (från Manchester City) |
| -  | Spanien | F   | Junior Firpo (från Barcelona)        |

| Nr | Land           | Pos | Namn                                         |
| -- | -------------- | --- | -------------------------------------------- |
| 28 | Schweiz        | F   | Gaetano Berardi (Klubb ej klar)              |
| 19 | Spanien        | MF  | Pablo Hernández (Klubb ej klar)              |
| 3  | Skottland      | F   | Barry Douglas (till Lech Poznan)             |
| -  | Irland         | MF  | Eunan O'Kane (Klubb ej klar)                 |
| -  | Nederländerna  | MF  | Ouasim Bouy (Klubb ej klar)                  |
| -  | Belgien        | F   | Laurens De Bock (Utlånad till Zulte Waregem) |
| 10 | Nordmakedonien | F   | Ezgjan Alioski (Klubb ej klar)               |
| 13 | Spanien        | MV  | Kiko Casilla (Utlånad till Elche)            |

| Nr | Land           | Pos | Namn                                         |
| -- | -------------- | --- | -------------------------------------------- |
| 28 | Schweiz        | F   | Gaetano Berardi (Klubb ej klar)              |
| 19 | Spanien        | MF  | Pablo Hernández (Klubb ej klar)              |
| 3  | Skottland      | F   | Barry Douglas (till Lech Poznan)             |
| -  | Irland         | MF  | Eunan O'Kane (Klubb ej klar)                 |
| -  | Nederländerna  | MF  | Ouasim Bouy (Klubb ej klar)                  |
| -  | Belgien        | F   | Laurens De Bock (Utlånad till Zulte Waregem) |
| 10 | Nordmakedonien | F   | Ezgjan Alioski (Klubb ej klar)               |
| 13 | Spanien        | MV  | Kiko Casilla (Utlånad till Elche)            |

#### Vinterövergångar 2022
| Nr | Land | Pos | Namn |
| -- | ---- | --- | ---- |

| Nr | Land | Pos | Namn |
| -- | ---- | --- | ---- |

| Nr | Land | Pos | Namn |
| -- | ---- | --- | ---- |

| Nr | Land | Pos | Namn |
| -- | ---- | --- | ---- |

### Leicester City

#### Sommarövergångar 2021
| Nr | Land      | Pos | Namn                                 |
| -- | --------- | --- | ------------------------------------ |
| -  | Zambia    | A   | Patson Daka (från Red Bull Salzburg) |
| -  | Frankrike | MF  | Boubakary Soumaré (från Lille)       |

| Nr | Land      | Pos | Namn                                 |
| -- | --------- | --- | ------------------------------------ |
| -  | Zambia    | A   | Patson Daka (från Red Bull Salzburg) |
| -  | Frankrike | MF  | Boubakary Soumaré (från Lille)       |

| Nr | Land      | Pos | Namn                                          |
| -- | --------- | --- | --------------------------------------------- |
| 28 | Österrike | F   | Christian Fuchs (till Charlotte FC)           |
| 22 | England   | MF  | Matthew James (till Bristol City)             |
| 5  | Jamaica   | F   | Wes Morgan (Avslutat karriären)               |
| 19 | Turkiet   | MF  | Cengiz Ünder (Återvänder efter lån till Roma) |

| Nr | Land      | Pos | Namn                                          |
| -- | --------- | --- | --------------------------------------------- |
| 28 | Österrike | F   | Christian Fuchs (till Charlotte FC)           |
| 22 | England   | MF  | Matthew James (till Bristol City)             |
| 5  | Jamaica   | F   | Wes Morgan (Avslutat karriären)               |
| 19 | Turkiet   | MF  | Cengiz Ünder (Återvänder efter lån till Roma) |

#### Vinterövergångar 2022
| Nr | Land | Pos | Namn |
| -- | ---- | --- | ---- |

| Nr | Land | Pos | Namn |
| -- | ---- | --- | ---- |

| Nr | Land | Pos | Namn |
| -- | ---- | --- | ---- |

| Nr | Land | Pos | Namn |
| -- | ---- | --- | ---- |

### Liverpool

#### Sommarövergångar 2021
| Nr | Land      | Pos | Namn                              |
| -- | --------- | --- | --------------------------------- |
|    | Frankrike | F   | Ibrahima Konaté (från RB Leipzig) |

| Nr | Land      | Pos | Namn                              |
| -- | --------- | --- | --------------------------------- |
|    | Frankrike | F   | Ibrahima Konaté (från RB Leipzig) |

| Nr | Land          | Pos | Namn                                               |
| -- | ------------- | --- | -------------------------------------------------- |
| 5  | Nederländerna | MF  | Georginio Wijnaldum (till Paris Saint-Germain)     |
| 72 | Nederländerna | F   | Sepp van den Berg (Utlånad till Preston North End) |
| 19 | Turkiet       | F   | Ozan Kabak (Återvänder efter lån till Schalke 04)  |

| Nr | Land          | Pos | Namn                                               |
| -- | ------------- | --- | -------------------------------------------------- |
| 5  | Nederländerna | MF  | Georginio Wijnaldum (till Paris Saint-Germain)     |
| 72 | Nederländerna | F   | Sepp van den Berg (Utlånad till Preston North End) |
| 19 | Turkiet       | F   | Ozan Kabak (Återvänder efter lån till Schalke 04)  |

#### Vinterövergångar 2022
| Nr | Land | Pos | Namn |
| -- | ---- | --- | ---- |

| Nr | Land | Pos | Namn |
| -- | ---- | --- | ---- |

| Nr | Land | Pos | Namn |
| -- | ---- | --- | ---- |

| Nr | Land | Pos | Namn |
| -- | ---- | --- | ---- |

### Manchester City

#### Sommarövergångar 2021
| Nr | Land      | Pos | Namn                               |
| -- | --------- | --- | ---------------------------------- |
|    | Argentina | A   | Darío Sarmiento (från Estudiantes) |

| Nr | Land      | Pos | Namn                               |
| -- | --------- | --- | ---------------------------------- |
|    | Argentina | A   | Darío Sarmiento (från Estudiantes) |

| Nr | Land         | Pos | Namn                                       |
| -- | ------------ | --- | ------------------------------------------ |
| -  | Spanien      | F   | Angeliño (till RB Leipzig)                 |
| 10 | Argentina    | A   | Sergio Agüero (till Barcelona)             |
| 50 | Spanien      | F   | Eric García (till Barcelona)               |
| 29 | Colombia     | A   | Marlos Moreno (Utlånad till Kortrijk)      |
| -  | Burkina Faso | F   | Issa Kaboré (Utlånad till Troyes)          |
| -  | England      | MF  | Jack Harrison (till Leeds United)          |
| -  | Serbien      | MF  | Filip Stevanović (Utlånad till Heerenveen) |

| Nr | Land         | Pos | Namn                                       |
| -- | ------------ | --- | ------------------------------------------ |
| -  | Spanien      | F   | Angeliño (till RB Leipzig)                 |
| 10 | Argentina    | A   | Sergio Agüero (till Barcelona)             |
| 50 | Spanien      | F   | Eric García (till Barcelona)               |
| 29 | Colombia     | A   | Marlos Moreno (Utlånad till Kortrijk)      |
| -  | Burkina Faso | F   | Issa Kaboré (Utlånad till Troyes)          |
| -  | England      | MF  | Jack Harrison (till Leeds United)          |
| -  | Serbien      | MF  | Filip Stevanović (Utlånad till Heerenveen) |

#### Vinterövergångar 2022
| Nr | Land      | Pos | Namn                      |
| -- | --------- | --- | ------------------------- |
|    | Brasilien | A   | Kayky (från Fluminense)   |
|    | Brasilien | MF  | Metinho (från Fluminense) |

| Nr | Land      | Pos | Namn                      |
| -- | --------- | --- | ------------------------- |
|    | Brasilien | A   | Kayky (från Fluminense)   |
|    | Brasilien | MF  | Metinho (från Fluminense) |

| Nr | Land | Pos | Namn |
| -- | ---- | --- | ---- |

| Nr | Land | Pos | Namn |
| -- | ---- | --- | ---- |

### Manchester United

#### Sommarövergångar 2021
| Nr | Land    | Pos | Namn                          |
| -- | ------- | --- | ----------------------------- |
| -  | England | MV  | Tom Heaton (från Aston Villa) |

| Nr | Land    | Pos | Namn                          |
| -- | ------- | --- | ----------------------------- |
| -  | England | MV  | Tom Heaton (från Aston Villa) |

| Nr | Land          | Pos | Namn                                        |
| -- | ------------- | --- | ------------------------------------------- |
| 22 | Argentina     | MV  | Sergio Romero (Klubb ej klar)               |
| 40 | Portugal      | MV  | Joel Castro Pereira (till Waalwijk)         |
| 44 | Nederländerna | MF  | Tahith Chong (Utlånad till Birmingham City) |

| Nr | Land          | Pos | Namn                                        |
| -- | ------------- | --- | ------------------------------------------- |
| 22 | Argentina     | MV  | Sergio Romero (Klubb ej klar)               |
| 40 | Portugal      | MV  | Joel Castro Pereira (till Waalwijk)         |
| 44 | Nederländerna | MF  | Tahith Chong (Utlånad till Birmingham City) |

#### Vinterövergångar 2022
| Nr | Land | Pos | Namn |
| -- | ---- | --- | ---- |

| Nr | Land | Pos | Namn |
| -- | ---- | --- | ---- |

| Nr | Land | Pos | Namn |
| -- | ---- | --- | ---- |

| Nr | Land | Pos | Namn |
| -- | ---- | --- | ---- |

### Newcastle United

#### Sommarövergångar 2021
| Nr | Land | Pos | Namn |
| -- | ---- | --- | ---- |

| Nr | Land | Pos | Namn |
| -- | ---- | --- | ---- |

| Nr | Land    | Pos | Namn                                            |
| -- | ------- | --- | ----------------------------------------------- |
| 30 | Ghana   | MF  | Christian Atsu (Klubb ej klar)                  |
| -  | Senegal | MF  | Henri Saivet (Klubb ej klar)                    |
| 28 | England | MF  | Joe Willock (Återvänder efter lån till Arsenal) |

| Nr | Land    | Pos | Namn                                            |
| -- | ------- | --- | ----------------------------------------------- |
| 30 | Ghana   | MF  | Christian Atsu (Klubb ej klar)                  |
| -  | Senegal | MF  | Henri Saivet (Klubb ej klar)                    |
| 28 | England | MF  | Joe Willock (Återvänder efter lån till Arsenal) |

#### Vinterövergångar 2022
| Nr | Land | Pos | Namn |
| -- | ---- | --- | ---- |

| Nr | Land | Pos | Namn |
| -- | ---- | --- | ---- |

| Nr | Land | Pos | Namn |
| -- | ---- | --- | ---- |

| Nr | Land | Pos | Namn |
| -- | ---- | --- | ---- |

### Norwich City

#### Sommarövergångar 2021
| Nr | Land      | Pos | Namn                                 |
| -- | --------- | --- | ------------------------------------ |
| -  | Kosovo    | MF  | Milot Rashica (från Werder Bremen)   |
| -  | England   | MV  | Angus Gunn (från Southampton)        |
| -  | England   | F   | Ben Gibson (från Burnley)            |
| -  | Grekland  | F   | Dimitrios Giannoulis (från PAOK)     |
| -  | Skottland | MF  | Billy Gilmour (Inlånad från Chelsea) |
| -  | Frankrike | MF  | Pierre Lees-Melou (från Nice)        |

| Nr | Land      | Pos | Namn                                 |
| -- | --------- | --- | ------------------------------------ |
| -  | Kosovo    | MF  | Milot Rashica (från Werder Bremen)   |
| -  | England   | MV  | Angus Gunn (från Southampton)        |
| -  | England   | F   | Ben Gibson (från Burnley)            |
| -  | Grekland  | F   | Dimitrios Giannoulis (från PAOK)     |
| -  | Skottland | MF  | Billy Gilmour (Inlånad från Chelsea) |
| -  | Frankrike | MF  | Pierre Lees-Melou (från Nice)        |

| Nr | Land                    | Pos | Namn                                                       |
| -- | ----------------------- | --- | ---------------------------------------------------------- |
| 27 | Norge                   | MF  | Alexander Tettey (till Rosenborg)                          |
| 8  | Bosnien och Hercegovina | MF  | Mario Vrančić (till Stoke City)                            |
| 17 | Argentina               | MF  | Emiliano Buendía (till Aston Villa)                        |
| -  | Tyskland                | F   | Philip Heise (till Karlsruhe)                              |
| 12 | Norge                   | MV  | Örjan Nyland (Klubb ej klar)                               |
| -  | Tyskland                | MF  | Moritz Leitner (Klubb ej klar)                             |
| 18 | Tyskland                | MF  | Marco Stiepermann (Klubb ej klar)                          |
| 24 | England                 | MF  | Josh Martin (Utlånad till Milton Keynes Dons)              |
| 50 | Wales                   | MV  | Daniel Barden (Utlånad till Livingston)                    |
| -  | USA                     | A   | Sebastian Soto (Utlånad till Porto B)                      |
| -  | Schweiz                 | A   | Josip Drmić (Utlånad till Rijeka)                          |
| -  | England                 | F   | Akin Famewo (Utlånad till Charlton Athletic)               |
| -  | England                 | F   | Sam McCallum (Utlånad till Queens Park Rangers)            |
| 20 | England                 | MF  | Oliver Skipp (Återvänder efter lån till Tottenham Hotspur) |
| 16 | Spanien                 | F   | Xavi Quintillà (Återvänder efter lån till Villarreal)      |

| Nr | Land                    | Pos | Namn                                                       |
| -- | ----------------------- | --- | ---------------------------------------------------------- |
| 27 | Norge                   | MF  | Alexander Tettey (till Rosenborg)                          |
| 8  | Bosnien och Hercegovina | MF  | Mario Vrančić (till Stoke City)                            |
| 17 | Argentina               | MF  | Emiliano Buendía (till Aston Villa)                        |
| -  | Tyskland                | F   | Philip Heise (till Karlsruhe)                              |
| 12 | Norge                   | MV  | Örjan Nyland (Klubb ej klar)                               |
| -  | Tyskland                | MF  | Moritz Leitner (Klubb ej klar)                             |
| 18 | Tyskland                | MF  | Marco Stiepermann (Klubb ej klar)                          |
| 24 | England                 | MF  | Josh Martin (Utlånad till Milton Keynes Dons)              |
| 50 | Wales                   | MV  | Daniel Barden (Utlånad till Livingston)                    |
| -  | USA                     | A   | Sebastian Soto (Utlånad till Porto B)                      |
| -  | Schweiz                 | A   | Josip Drmić (Utlånad till Rijeka)                          |
| -  | England                 | F   | Akin Famewo (Utlånad till Charlton Athletic)               |
| -  | England                 | F   | Sam McCallum (Utlånad till Queens Park Rangers)            |
| 20 | England                 | MF  | Oliver Skipp (Återvänder efter lån till Tottenham Hotspur) |
| 16 | Spanien                 | F   | Xavi Quintillà (Återvänder efter lån till Villarreal)      |

#### Vinterövergångar 2022
| Nr | Land | Pos | Namn |
| -- | ---- | --- | ---- |

| Nr | Land | Pos | Namn |
| -- | ---- | --- | ---- |

| Nr | Land | Pos | Namn |
| -- | ---- | --- | ---- |

| Nr | Land | Pos | Namn |
| -- | ---- | --- | ---- |

### Southampton

#### Sommarövergångar 2021
| Nr | Land      | Pos | Namn                        |
| -- | --------- | --- | --------------------------- |
| 32 | England   | A   | Theo Walcott (från Everton) |
| -  | Frankrike | F   | Romain Perraud (från Brest) |

| Nr | Land      | Pos | Namn                        |
| -- | --------- | --- | --------------------------- |
| 32 | England   | A   | Theo Walcott (från Everton) |
| -  | Frankrike | F   | Romain Perraud (från Brest) |

| Nr | Land          | Pos | Namn                                                  |
| -- | ------------- | --- | ----------------------------------------------------- |
| 3  | England       | F   | Ryan Bertrand (Klubb ej klar)                         |
| -  | England       | MF  | Jake Hesketh (Klubb ej klar)                          |
| -  | England       | MF  | Josh Sims (Klubb ej klar)                             |
| -  | Nederländerna | F   | Wesley Hoedt (till Anderlecht)                        |
| -  | England       | MV  | Angus Gunn (till Norwich City)                        |
| 14 | Japan         | A   | Takumi Minamino (Återvänder efter lån till Liverpool) |

| Nr | Land          | Pos | Namn                                                  |
| -- | ------------- | --- | ----------------------------------------------------- |
| 3  | England       | F   | Ryan Bertrand (Klubb ej klar)                         |
| -  | England       | MF  | Jake Hesketh (Klubb ej klar)                          |
| -  | England       | MF  | Josh Sims (Klubb ej klar)                             |
| -  | Nederländerna | F   | Wesley Hoedt (till Anderlecht)                        |
| -  | England       | MV  | Angus Gunn (till Norwich City)                        |
| 14 | Japan         | A   | Takumi Minamino (Återvänder efter lån till Liverpool) |

#### Vinterövergångar 2021
| Nr | Land | Pos | Namn |
| -- | ---- | --- | ---- |

| Nr | Land | Pos | Namn |
| -- | ---- | --- | ---- |

| Nr | Land | Pos | Namn |
| -- | ---- | --- | ---- |

| Nr | Land | Pos | Namn |
| -- | ---- | --- | ---- |

### Tottenham Hotspur

#### Sommarövergångar 2021
| Nr | Land | Pos | Namn |
| -- | ---- | --- | ---- |

| Nr | Land | Pos | Namn |
| -- | ---- | --- | ---- |

| Nr | Land      | Pos | Namn                                                |
| -- | --------- | --- | --------------------------------------------------- |
| -  | England   | F   | Danny Rose (till Watford)                           |
| 22 | Argentina | MV  | Paulo Gazzaniga (Klubb ej klar)                     |
| 21 | Argentina | F   | Juan Foyth (till Villarreal)                        |
| 45 | Brasilien | A   | Carlos Vinícius (Återvänder efter lån till Benfica) |
| 9  | Wales     | A   | Gareth Bale (Återvänder efter lån till Real Madrid) |

| Nr | Land      | Pos | Namn                                                |
| -- | --------- | --- | --------------------------------------------------- |
| -  | England   | F   | Danny Rose (till Watford)                           |
| 22 | Argentina | MV  | Paulo Gazzaniga (Klubb ej klar)                     |
| 21 | Argentina | F   | Juan Foyth (till Villarreal)                        |
| 45 | Brasilien | A   | Carlos Vinícius (Återvänder efter lån till Benfica) |
| 9  | Wales     | A   | Gareth Bale (Återvänder efter lån till Real Madrid) |

#### Vinterövergångar 2022
| Nr | Land | Pos | Namn |
| -- | ---- | --- | ---- |

| Nr | Land | Pos | Namn |
| -- | ---- | --- | ---- |

| Nr | Land | Pos | Namn |
| -- | ---- | --- | ---- |

| Nr | Land | Pos | Namn |
| -- | ---- | --- | ---- |

### Watford

#### Sommarövergångar 2021
| Nr | Land      | Pos | Namn                                       |
| -- | --------- | --- | ------------------------------------------ |
|    | England   | A   | Kwadwo Baah (från Rochdale)                |
|    | England   | F   | Mattie Pollock (från Grimsby Town)         |
|    | Frankrike | MF  | Imran Louza (från Nantes)                  |
|    | England   | A   | Ashley Fletcher (från Middlesbrough)       |
|    | England   | F   | Danny Rose (från Tottenham Hotspur)        |
|    | Nigeria   | A   | Emmanuel Dennis (från Club Brügge)         |
|    | Nigeria   | MF  | Oghenekaro Etebo (Inlånad från Stoke City) |
|    | Norge     | A   | Joshua King (från Everton)                 |

| Nr | Land      | Pos | Namn                                       |
| -- | --------- | --- | ------------------------------------------ |
|    | England   | A   | Kwadwo Baah (från Rochdale)                |
|    | England   | F   | Mattie Pollock (från Grimsby Town)         |
|    | Frankrike | MF  | Imran Louza (från Nantes)                  |
|    | England   | A   | Ashley Fletcher (från Middlesbrough)       |
|    | England   | F   | Danny Rose (från Tottenham Hotspur)        |
|    | Nigeria   | A   | Emmanuel Dennis (från Club Brügge)         |
|    | Nigeria   | MF  | Oghenekaro Etebo (Inlånad från Stoke City) |
|    | Norge     | A   | Joshua King (från Everton)                 |

| Nr | Land      | Pos | Namn                                          |
| -- | --------- | --- | --------------------------------------------- |
| 4  | England   | F   | Craig Dawson (till West Ham United)           |
| 17 | Marocko   | F   | Achraf Lazaar (Klubb ej klar)                 |
| 28 | Colombia  | MF  | Carlos Sánchez (Klubb ej klar)                |
| 34 | England   | A   | Jerome Sinclair (Klubb ej klar)               |
| 6  | England   | F   | Ben Wilmot (till Stoke City)                  |
| -  | Colombia  | F   | Jorge Segura (Utlånad till América de Cali)   |
| -  | Venezuela | A   | Adalberto Peñaranda (Utlånad till Las Palmas) |

| Nr | Land      | Pos | Namn                                          |
| -- | --------- | --- | --------------------------------------------- |
| 4  | England   | F   | Craig Dawson (till West Ham United)           |
| 17 | Marocko   | F   | Achraf Lazaar (Klubb ej klar)                 |
| 28 | Colombia  | MF  | Carlos Sánchez (Klubb ej klar)                |
| 34 | England   | A   | Jerome Sinclair (Klubb ej klar)               |
| 6  | England   | F   | Ben Wilmot (till Stoke City)                  |
| -  | Colombia  | F   | Jorge Segura (Utlånad till América de Cali)   |
| -  | Venezuela | A   | Adalberto Peñaranda (Utlånad till Las Palmas) |

#### Vinterövergångar 2022
| Nr | Land | Pos | Namn |
| -- | ---- | --- | ---- |

| Nr | Land | Pos | Namn |
| -- | ---- | --- | ---- |

| Nr | Land | Pos | Namn |
| -- | ---- | --- | ---- |

| Nr | Land | Pos | Namn |
| -- | ---- | --- | ---- |

### West Ham United

#### Sommarövergångar 2021
| Nr | Land    | Pos | Namn                        |
| -- | ------- | --- | --------------------------- |
| 15 | England | F   | Craig Dawson (från Watford) |

| Nr | Land    | Pos | Namn                        |
| -- | ------- | --- | --------------------------- |
| 15 | England | F   | Craig Dawson (från Watford) |

| Nr | Land     | Pos | Namn                                                        |
| -- | -------- | --- | ----------------------------------------------------------- |
| 4  | Paraguay | F   | Fabián Balbuena (Klubb ej klar)                             |
| 11 | England  | MF  | Jesse Lingard (Återvänder efter lån till Manchester United) |

| Nr | Land     | Pos | Namn                                                        |
| -- | -------- | --- | ----------------------------------------------------------- |
| 4  | Paraguay | F   | Fabián Balbuena (Klubb ej klar)                             |
| 11 | England  | MF  | Jesse Lingard (Återvänder efter lån till Manchester United) |

#### Vinterövergångar 2022
| Nr | Land | Pos | Namn |
| -- | ---- | --- | ---- |

| Nr | Land | Pos | Namn |
| -- | ---- | --- | ---- |

| Nr | Land | Pos | Namn |
| -- | ---- | --- | ---- |

| Nr | Land | Pos | Namn |
| -- | ---- | --- | ---- |

### Wolverhampton Wanderers

#### Sommarövergångar 2021
| Nr | Land      | Pos | Namn                                       |
| -- | --------- | --- | ------------------------------------------ |
| -  | Colombia  | F   | Yerson Mosquera (från Atlético Nacional)   |
| -  | Portugal  | MF  | Francisco Trincão (Inlånad från Barcelona) |
| -  | Frankrike | F   | Rayan Aït-Nouri (från Angers)              |

| Nr | Land      | Pos | Namn                                       |
| -- | --------- | --- | ------------------------------------------ |
| -  | Colombia  | F   | Yerson Mosquera (från Atlético Nacional)   |
| -  | Portugal  | MF  | Francisco Trincão (Inlånad från Barcelona) |
| -  | Frankrike | F   | Rayan Aït-Nouri (från Angers)              |

| Nr | Land      | Pos | Namn                                                   |
| -- | --------- | --- | ------------------------------------------------------ |
| -  | Portugal  | F   | Rúben Vinagre (Utlånad till Sporting Lissabon)         |
| 12 | Brasilien | A   | Willian José (Återvänder efter lån till Real Sociedad) |
| 20 | Portugal  | MF  | Vitinha (Återvänder efter lån till Porto)              |

| Nr | Land      | Pos | Namn                                                   |
| -- | --------- | --- | ------------------------------------------------------ |
| -  | Portugal  | F   | Rúben Vinagre (Utlånad till Sporting Lissabon)         |
| 12 | Brasilien | A   | Willian José (Återvänder efter lån till Real Sociedad) |
| 20 | Portugal  | MF  | Vitinha (Återvänder efter lån till Porto)              |

#### Vinterövergångar 2022
| Nr | Land | Pos | Namn |
| -- | ---- | --- | ---- |

| Nr | Land | Pos | Namn |
| -- | ---- | --- | ---- |

| Nr | Land | Pos | Namn |
| -- | ---- | --- | ---- |

| Nr | Land | Pos | Namn |
| -- | ---- | --- | ---- |